# Russisch-Orthodoxe Kirche

Das Dreibalkenkreuz der Russisch-Orthodoxen Kirche. Der schräge untere Balken stellt die Fußstütze dar, während die Oberseite der Titulus (oft „INRI“) ist, der unter Pontius Pilatus während der Kreuzigung Jesu angebracht wurde

Die Russisch-Orthodoxe Kirche (eigentlich Russische orthodoxe Kirche; russisch Русская православная церковь Russkaja prawoslawnaja zerkow) ist die größte autokephale orthodoxe Kirche. Ihr Vorsteher, seit 2009 Patriarch Kyrill I., trägt den Titel Patriarch von Moskau und der ganzen Rus, weshalb sie auch als Moskauer Patriarchat (russisch Московский патриархат Moskowski patriarchat) bezeichnet wird. Das Patriarchat von Moskau umfasst insgesamt 164 Eparchien genannte lokale Körperschaften in der Russischen Föderation. Zu ihrem kanonischen Territorium zählt nach eigenem Verständnis das Gebiet der ehemaligen UdSSR (mit Ausnahme von Georgien und Armenien), außerdem China, Japan und die Mongolei, wobei ihre Teile in vielen eigenständigen Staaten jeweils einen autonomen Status besitzen. Als Russisch-Orthodoxe Kirche werden darüber hinaus Eparchien der Diaspora (autonome Russische Orthodoxe Kirche im Ausland) und im weitesten Sinne einige abgespaltene Kirchen (Altorthodoxe) bezeichnet. Die orthodoxen Kirchen des Patriarchats von Moskau bilden gemäß dem nicäno-konstantinopolitanischen Glaubensbekenntnis zusammen mit den anderen orthodoxen Kirchen die Eine, Heilige, Katholische und Apostolische Kirche. Größter russisch-orthodoxer Kirchenbau ist die Moskauer Christ-Erlöser-Kathedrale.

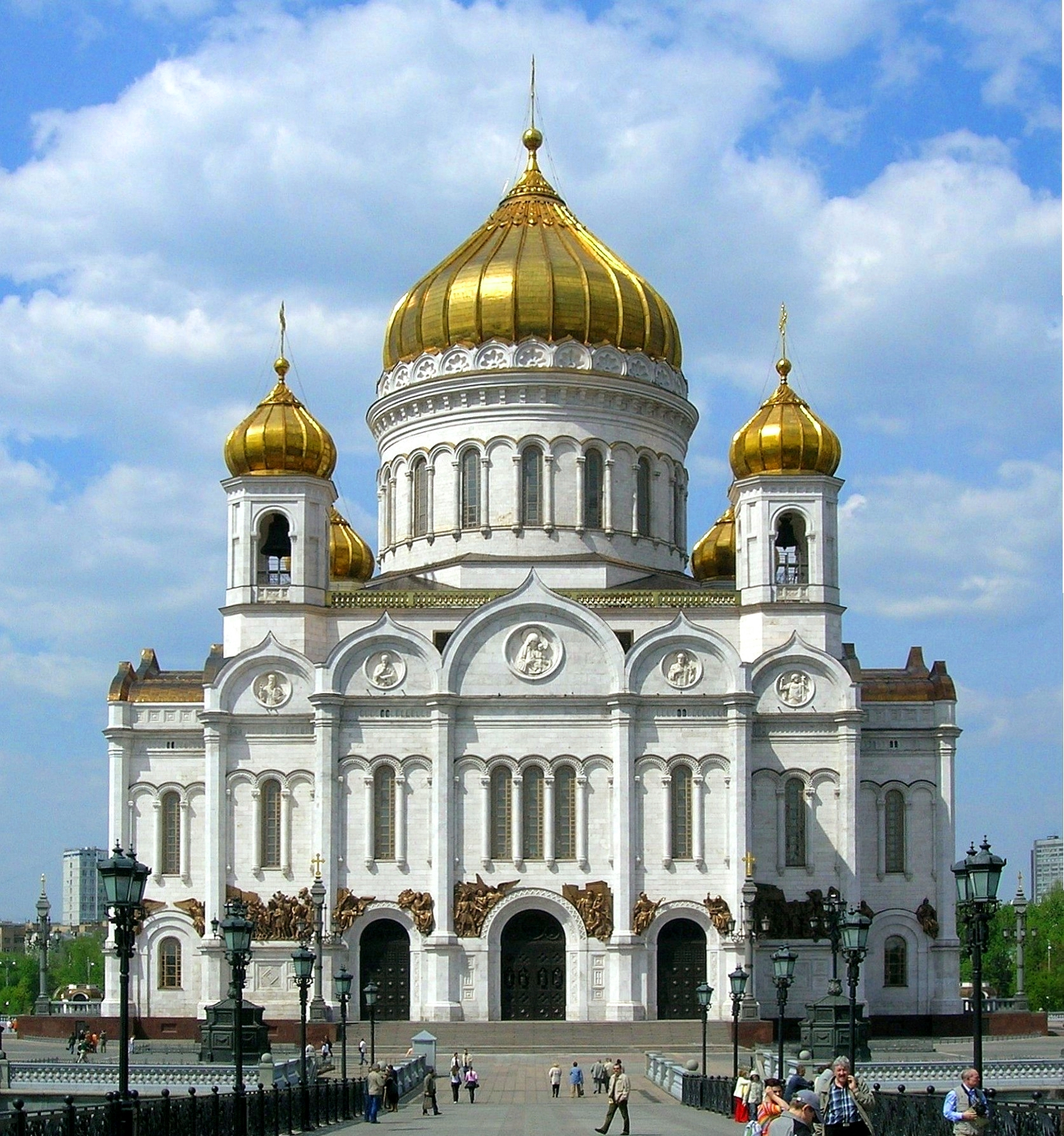
Christ-Erlöser-Kathedrale in Moskau

## Geschichte

### Entstehung

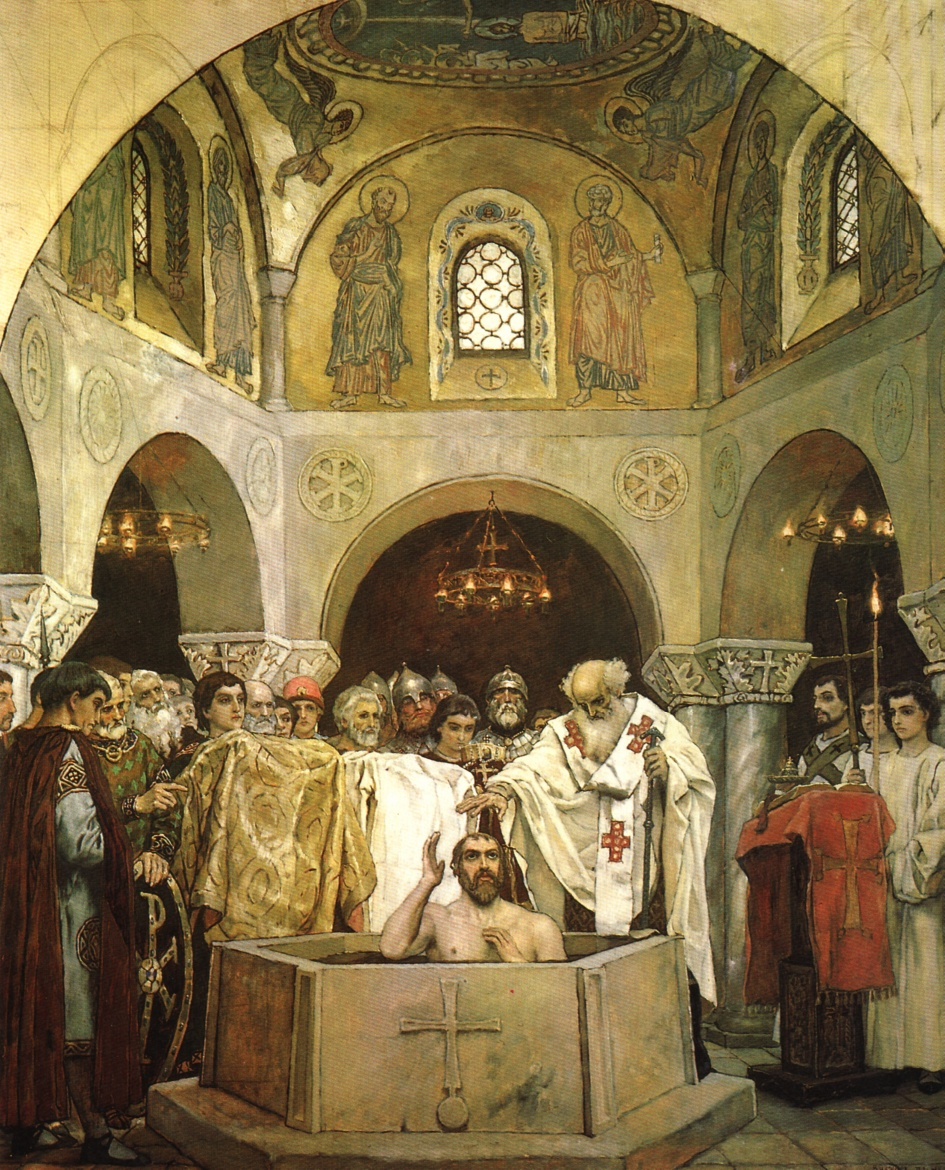
Wiktor Wasnezow:
Taufe Wladimirs (1890)

Aufgebaut wurde die orthodoxe Kirche in der Rus, nachdem Großfürst Wladimir I., Herrscher der Kiewer Rus, 988 die Taufe empfangen hatte, womit die Christianisierung der Rus (russ. Крещение Руси) eingeleitet wurde. Die Annahme des griechisch-orthodoxen Christentums mit Dogma, Kultus, Kirchenlehre, Kirchenrecht und Verfassung prägte die Kultur der Ostslawen in vielfältiger Weise. Die herrschaftsstützende Lehre der griechisch-orthodoxen Kirche, dass alle Obrigkeit von Gott komme, festigte die Stellung der Fürsten von Kiew erheblich und steigerte ihr Prestige, wodurch das Kiewer Reich auch Ebenbürtigkeit mit den anderen christlichen Völkern erhielt. Besonders während der Tatarenherrschaft wurde das Zusammenwachsen der Fürstentümer der Rus unter Moskauer Führung durch den einigenden Glauben vorangetrieben. Gleichzeitig grenzte sich das Kiewer Reich durch die Annahme des Christentums griechisch-orthodoxer Glaubensrichtung vom lateinisch geprägten Abendland ab. Diese religiöse Grenze führte zu einer Eigenentwicklung der ostslawischen beziehungsweise altrussischen Kultur, die sich erst ab dem 18. Jahrhundert unter den Säkularisierungsbemühungen Peters I. verringerten.

Der untere, schräge Querbalken des russisch-orthodoxen Kreuzes symbolisiert den Übergang von der Hölle zum Himmel. Eine weitere Deutung ist, dass Jesus gezwungen wurde, darauf seine Füße abzustellen und somit der Eindruck einer demütigenden Position des Kniens erweckt wurde.

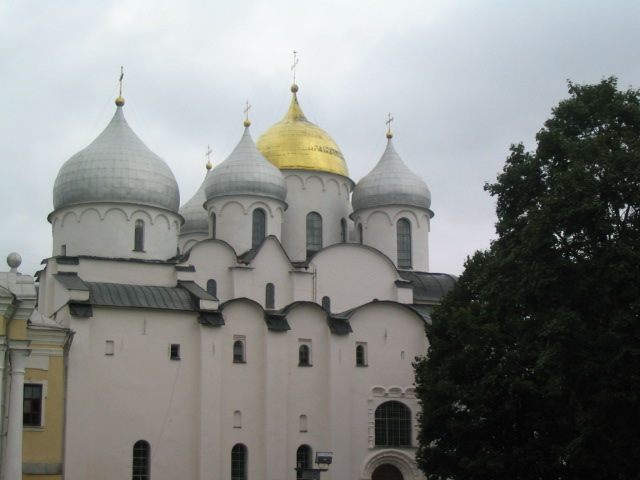
Die Sophienkathedrale im Nowgoroder Kreml ist der zweitälteste erhaltene russisch-orthodoxe Kirchenbau.

Die Kirche Kiews wurde als Teilkirche des Patriarchates von Konstantinopel zunächst von Exarchen verwaltet, was keine Auswirkungen auf die politische Selbständigkeit der Kiewer Großfürsten hatte. Die ersten Metropoliten kamen noch aus Griechenland und Bulgarien. Metropolitensitz war zunächst Kiew, ab 1299 de-facto Wladimir, wohin der Metropolit Maxim seine Residenz verlegte, und ab 1325 auf Wunsch des Metropoliten Peter offiziell Moskau. Der letzte griechische Metropolit war Isidor von Kiew, der 1441 wegen seiner Zustimmung zur Kirchenunion von Florenz vom Moskauer Großfürsten Wassili II. abgesetzt wurde. Am 15. Dezember 1448, fünf Jahre vor dem Fall des bereits zunehmend handlungsunfähigen Konstantinopel, wählte die Synode der russischen Bischöfe ohne voriges Einverständnis des Patriarchen von Konstantinopel Bischof Iona von Rjasan zum „Metropoliten von Kiew und ganz Russland“, der auch vom Patriarchen als Isidors künftiger Nachfolger designiert worden war. Dass sie diese Wahl selbst vorgenommen hatten und dem Patriarchen nur seine Bestätigung überließen, bedeutete aber eine faktische Trennung von der byzantinischen Mutterkirche. Im Januar 1589 schlug eine Moskauer Kirchensynode dem Zaren Fjodor I. drei Kandidaten für die Besetzung des neu errichteten Patriarchats in Moskau vor. Der Zar wählte den bisherigen Moskauer Metropoliten Iow. Eine ökumenische Synode in Konstantinopel unter Beteiligung aller Patriarchen der Ostkirche bestätigte 1590 die Errichtung des neuen Patriarchats in Moskau und wies ihm – nach Jerusalem – den fünften Rang zu.
Aufgrund seiner vielen Kirchen und Klöster und seiner Bedeutung für die orthodoxe Christenheit war Kiew seit dem Mittelalter als Jerusalem des Nordens bezeichnet worden, oder auch Jerusalem des Ostens. Ferner wird Kiew aufgrund seiner geschichtlichen Rolle als Mutter aller russischen Städte bezeichnet.

### Spaltung
1652 initiierte der damalige Patriarch Nikon die erste Reform des russischen Ritus. Es wurde behauptet, der russische Ritus sei – wegen Fehlern beim Kopieren der Kirchenbücher – abgewichen vom griechischen Urtext und Ritus. Dieser Standpunkt diente für Nikon und seine Anhänger als Rechtfertigung, Kirchenreformen durchzuführen. Wer die Rechtmäßigkeit dieser Revisionen bestritt, wurde auf dem Konzil von 1666 bis 1667 mit dem Anathema belegt. Diese Ereignisse haben zu einem Schisma geführt. Seitdem sind die Altorthodoxen (auch Altritualisten, Altgläubige oder Raskolniki genannt), die sich ihrerseits in Popowzen (priesterliche Altgläubige) und Bespopowzen (priesterlose Altgläubige) unterteilen, von der Großkirche getrennt. Gegner dieser Kirchenreformen wurden verfolgt, und Zehntausende wurden hingerichtet. 1971 hat die Großkirche vom Patriarchat Moskau den Fluch über den altrussischen Ritus aufgehoben.

### Abschaffung des Patriarchats
Bereits 1721, 132 Jahre nach Gründung des Patriarchats, wurde der Patriarch unter dem westlich denkenden Zaren Peter I. im Rahmen der Petrinischen Reformen nach dem deutsch-lutherischem Vorbild des Landessuperintendenten durch einen Heiligen Synod (Heiligster regierender Synod) ersetzt, der weltlicher Kontrolle unterstand. Die Folge war eine immer stärkere Verweltlichung der Kirche und ihre Verquickung mit der russischen Oberschicht; als Sprecherin der Armen und Unterdrückten fiel sie damit weitgehend aus.

### Wiedereinführung des Patriarchats

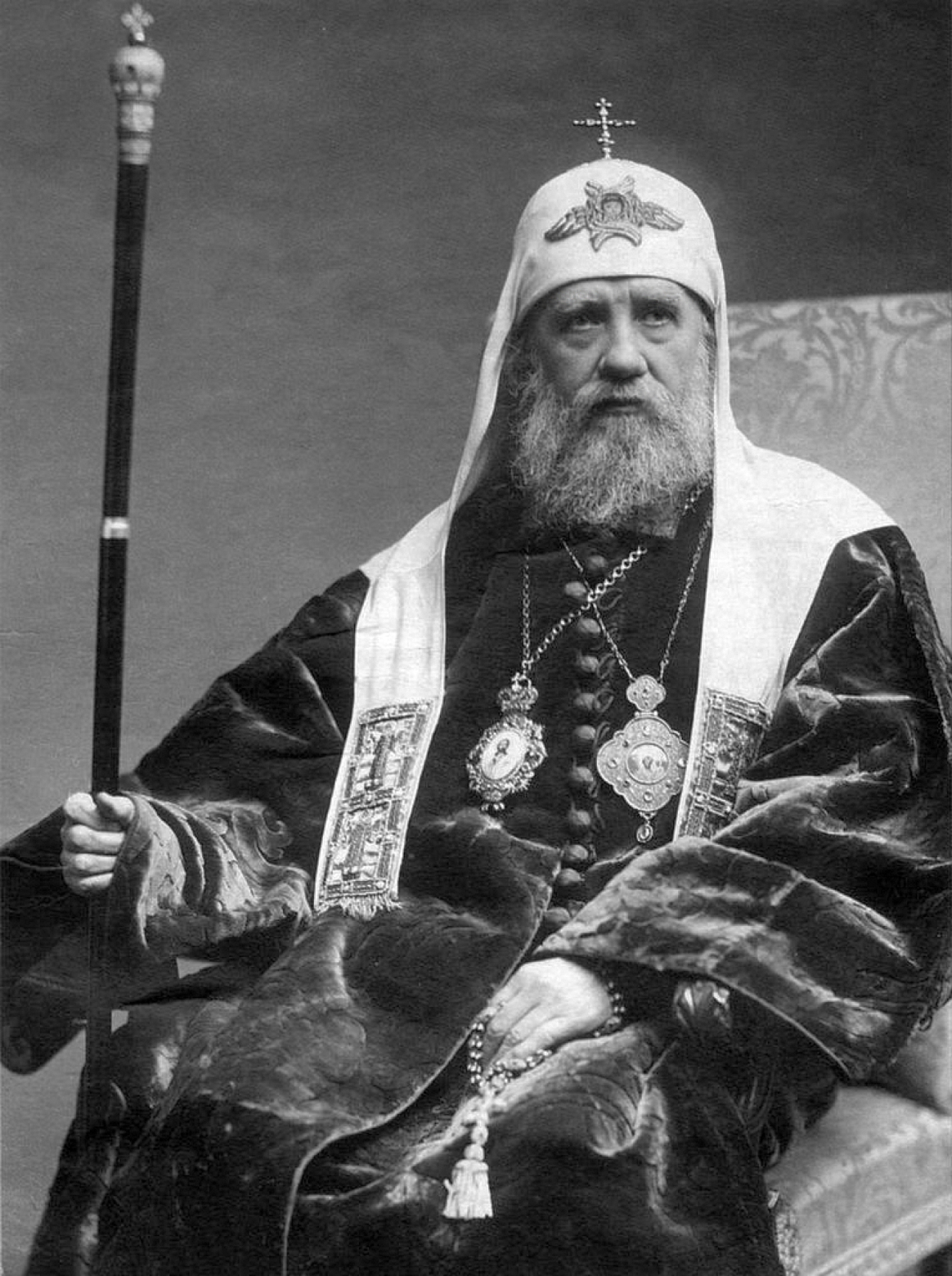
Patriarch Tichon

Im Zuge der ersten russischen Revolution 1905 wurde es den Bürgern des Zarenreiches gestattet, aus der orthodoxen Kirche zu einer anderen christlichen Religionsgemeinschaft überzutreten. Durch das Toleranzedikt verlor die Staatskirche ihr religiöses Monopol und fand sich in einer unerwarteten Lage wieder. Als Antwort darauf entstanden in der Kirche allmählich weitreichende Reformbestrebungen. Daraufhin wurde 1917 das Patriarchat wieder eingeführt und mit dem Erzbischof Tichon besetzt, der als modern und tatkräftig galt; 1918 wurde die Trennung von Kirche und Staat in Russland vollzogen. Die meisten weiteren geplanten Reformen fanden wegen der einsetzenden Verfolgung nicht mehr statt, die damaligen Pläne werden aber teilweise seit dem Ende der Sowjetunion vorsichtig wieder aufgegriffen.

### Nach der Oktoberrevolution
Nach der Oktoberrevolution von 1917 war das Verhältnis zwischen Kirche und Staat gespannt, sie vertraten gegensätzliche Positionen. Die Sowjetmacht sah in der Russisch-Orthodoxen Kirche einen Verbündeten des russischen Zarentums, der trotz dessen Sturz die ausbeutende Gesellschaftsordnung, die sie beseitigen wollte, weiter verfocht. Die Kirche wiederum war durch Herkunft, Erziehung und Besitz mit der überkommenen Ordnung verbunden. Sie sah ihre gesellschaftliche Vorrangstellung mit den Privilegien, Wirkungsmöglichkeiten und Besitzrechten als Voraussetzung für ihren Dienst zum Heil des Menschen.
Die Deklaration vom 2. November 1917 über die Rechte der Völker Russlands hob alle religiösen Vorrechte auf, auch die Privilegien der russisch-orthodoxen Kirche. Das Grundsatzdekret vom Januar 1918 „Über die Trennung der Kirche vom Staat und der Schulen von der Kirche“ verordnete einerseits Gewissensfreiheit und freie Religionsausübung, verbot andererseits den Glaubensgemeinschaften das Eigentumsrecht sowie das zwangsweise Erheben von Geldbeiträgen. Alle staatlichen Zahlungen an Kirchen, Geistliche und Religionslehrer wurden 1918 eingestellt. Zwei Dekrete von 1917 über das Eigentum an Grund und Boden betrafen nicht nur Ländereien von Gutsbesitzern und Krone, sondern auch die von Kirche und Klöstern, die bis dahin deren wichtigste materielle Grundlage gebildet hatten. Im Vergleich zur Zeit vor 1917, als es 54.174 Kirchen, etwa 26.000 Kapellen und 1.025 Klöster gab, blieben 1936 nur etwa 100 Kirchen, in denen noch regelmäßig die Liturgie gelesen wurde („arbeitende Kirchen“), und kein einziges Kloster. Tausende kirchlicher Gebäude fielen einer Art Bildersturm zum Opfer, indem man sie abriss oder profan umfunktionierte. Die Bolschewiki betrieben besonders in den frühen Jahren der Sowjetunion massive Christenverfolgungen, unter Lenin und Stalin gab es Massenhinrichtungen und Deportationen in den Gulag.
Um die Patriatskirche zu konsolidieren und eine staatliche Anerkennung zu erhalten, musste das Verhältnis zum Sowjetstaat geordnet werden. Dazu musste sich die Patriatskirche neu orientieren und die gesetzlich festgelegte Trennung von Kirche und Staat verwirklichen. Im Juni 1927 konnte Metropolit Sergi eine behördliche Registrierung der Russisch-Orthodoxen Kirche erreichen. Eine Deklaration vom Juni 1927 verlieh der Haltung der Kirche gegenüber Staat und Gesellschaft neu Ausdruck. Darin wurde betont, rechtgläubig bleiben und zugleich der Sowjetmacht loyal dienen zu wollen. Die Sowjetunion müsse als bürgerliche Heimat anerkannt werden.
In den Randgebieten zur Sowjetunion, aber auch in anderen Teilen der Welt, gab es zahlreiche Gemeinden, auch solche, die sich nach der Revolution aus Emigranten aus der weißen Bewegung gebildet hatten. 1920 schufen sie eine auslandsrussische Kirchenleitung, der etwa 1000 Gemeinden und 24 Klöster unterstanden. Diese Russisch-Orthodoxe Auslandskirche betrachtete sich weiterhin als unabtrennbaren Teil der russischen Gesamtkirche. Nach der serbischen Stadt ihrer Bischofskonferenz Sremski Karlovci wurde sie die „Karlowitzer Richtung“ genannt. Obwohl die Deklaration von 1927 vom Metropoliten Sergi als Stellvertreter des Patriarchatsverwesers und den acht Mitgliedern des provisorischen Heiligen Synod unterzeichnet worden war, wies sie diese als „Loyalitätserklärung“ zurück. Das „eindeutig antisowjetische Auftreten einiger unserer Oberhirten und Hirten im Ausland habe den Beziehungen zwischen Regierung und Kirche sehr geschadet“, war darin zu lesen. Daraufhin trennte die Russisch-Orthodoxe Auslandskirche ihre Verwaltungsbindungen an die russische Mutterkirche auf und verwaltete sich selbst.

### Engagement im Zweiten Weltkrieg

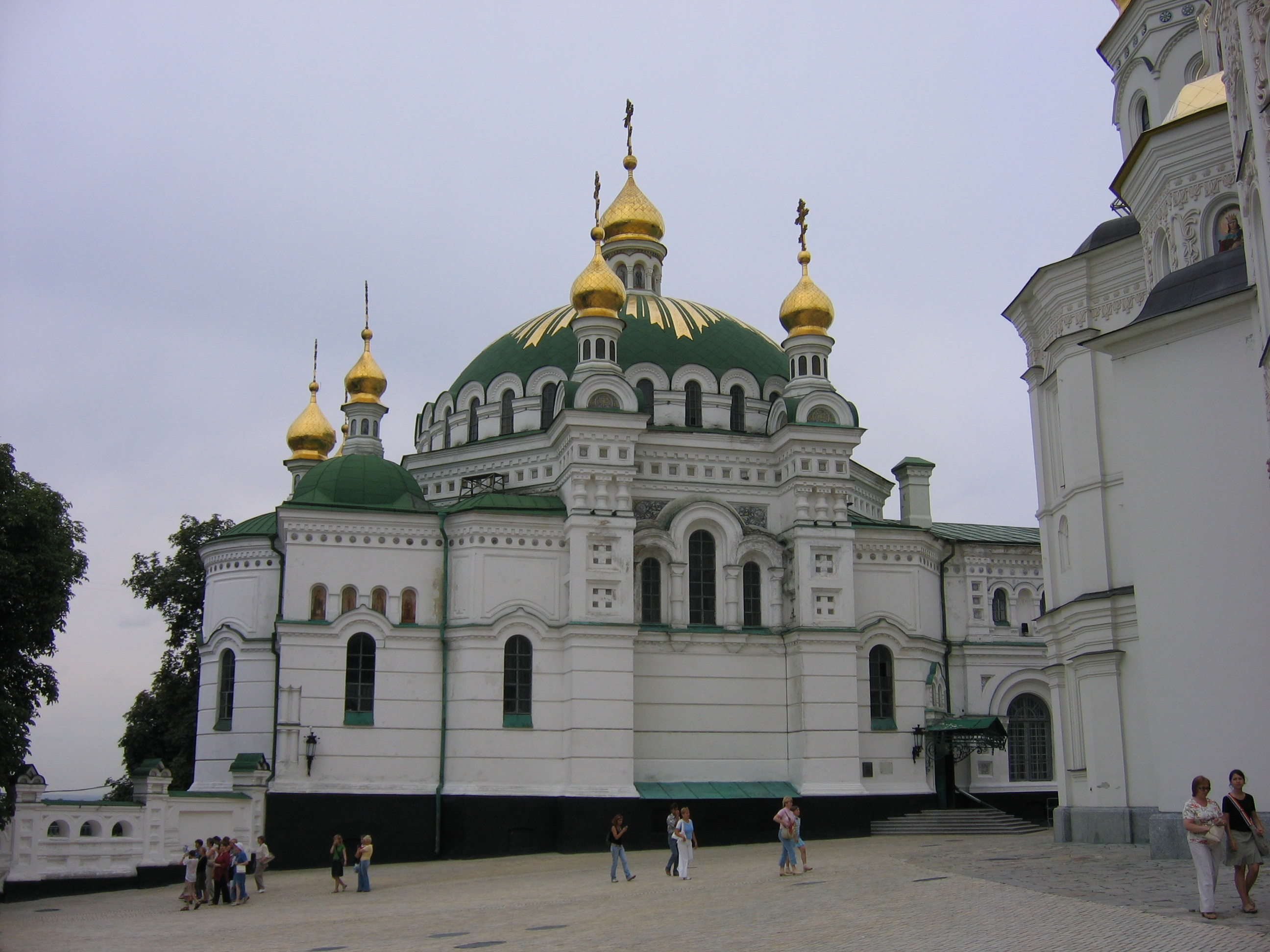
Höhlenkloster von Kiew

Ein deutlicher Schwenk im Verhältnis zwischen Staat und Kirche trat erst nach dem deutschen Angriff auf die Sowjetunion ein, sodass sich ab 1941 das Glaubensleben erneut entfaltete. Etwa 10.000 Kirchen wurden wieder geöffnet, z. B. wurde im September 1942 das Kiewer Höhlenkloster von den deutschen Besatzungsbehörden wiedereröffnet. Andererseits wurden laut dem Bericht der Außerordentlichen Kommission für die Feststellung und Untersuchung der Gräueltaten der deutschen Besatzungsbehörden 1670 orthodoxe Kirchen, 69 Kapellen und 1127 Gebäude anderer religiöser Kulte zerstört und beschädigt.
Josef Stalin reagierte darauf positiv auch mit Hinblick auf die politische Perspektive des Nahen Ostens und Osteuropas. Am 4. September 1943 führten drei hochrangige Bischöfe ein nächtliches Gespräch mit Stalin, am 8. September wurde der Patriarchatsverweser Metropolit Sergi zum Patriarchen gewählt. Dabei festigten Solidaritätserklärungen von Bischöfen gegenüber dem angegriffenen Vaterland und seiner kommunistischen Führung die Reputation der Kirche. Als Metropolit Sergi zu Spenden für die Finanzierung einer Panzerkolonne aufgerufen hatte, wurde diese Einheit 1944 in die Rote Armee eingegliedert. Im Januar 1945 wurde Alexij I. zum Patriarchen gewählt.

### Nach dem Zweiten Weltkrieg
Nach dem Ende des Zweiten Weltkriegs wurde die Kirche wieder eingeschränkt geduldet, stand aber unter strenger staatlicher Kontrolle und hatte stets mit Unterdrückungsmaßnahmen zu rechnen. Die kommunistische Führung in Moskau setzte die Kirchenleitung im Sinne eigener außenpolitischer Interessen ein, erst anti-ökumenistisch (Konzil 1948), ab 1961 im Weltkirchenrat pro-ökumenistisch. Im In- und Ausland befand sich die Kirche und vor allem ihre offizielle Leitung in einer ambivalenten Situation. Nach einigen Erleichterungen in der Tauwetter-Periode unter Chruschtschow ab 1956 folgte weitere Bedrängnis in der Breschnew-Ära. Die Zahl der Kirchen nahm von etwa 14.000 im Jahre 1948 wieder stetig ab, auf 6.794 im Jahre 1987. Walter Laqueur schreibt, dass die Kirche komplett vom Geheimdienst unterwandert war; am Ende sei sie „praktisch in den Apparat von GPU/NKWD/KGB integriert“ gewesen, viele Kleriker seien Informanten gewesen. Ein Aufstieg im System ab der Stufe Bischof wäre ohne den Segen des KGB und des Politbüros ausgeschlossen gewesen.

### Russische Orthodoxie im Ausland
Nach dem Zweiten Weltkrieg wurden die Gemeinden im kommunistischen Machtbereich (Osteuropa, Ostdeutschland) in das Moskauer Patriarchat eingegliedert.
Patriarch Alexi wiederholte 1945 Tichons Aufforderung an die Angehörigen der Russisch-Orthodoxen Kirche im Ausland, zur Mutterkirche zurückzukehren. Im Lauf der Jahre kehrten viele Gemeinden und Geistliche auch zurück, die offizielle Wiedervereinigung mit dem Patriarchat Moskau, als autonome Kirche, fand aber erst im Jahr 2007 statt.
In anderen Ländern, vor allem in Deutschland, USA, Südamerika und Australien, bildeten sich nach 1945 etwa 400 neue Flüchtlings-Gemeinden.
Das Erzbistum Brüssel nutzt auch eine alte Kapelle in Laeken, die der Heiligen Anna geweiht ist und 1625 von der Erzherzogin Isabella Clara Eugenia von Spanien in Auftrag gegeben wurde, neben der Sankt-Annenquelle.

### Heiliges Land

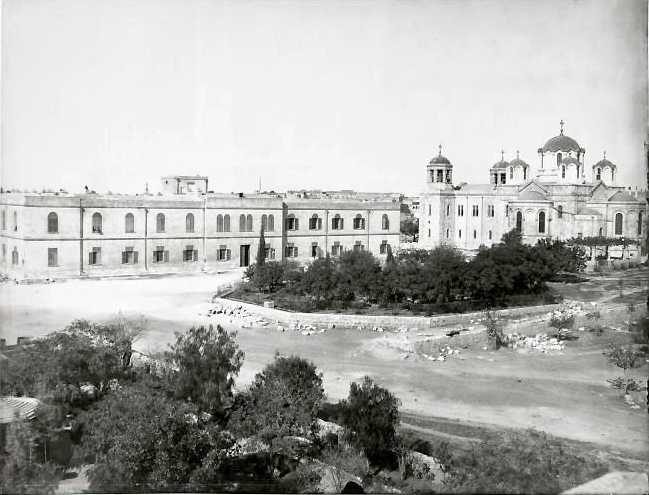
Russische Geistliche Mission Jerusalem, rechts die Dreifaltigkeitskathedrale. Foto aus dem 19. Jahrhundert

Im 19. Jahrhundert hatte sich in Russland ein sehr aktives Pilgerwesen mit Wallfahrten ins Heilige Land entwickelt, die Zaren betrachteten sich dort gegenüber dem Osmanischen Reich als Schutzherren der orthodoxen Christen, die dort die Mehrheit der Orientchristen darstellten. Auch hatte die russische Kirche und der russische Staat umfangreichen Landbesitz in Palästina, darunter viele Klöster mit russischen Mönchen. Bischof Porphyrius verbrachte ab 1842 fast 20 Jahre in Jerusalem, wurde dort zum Initiator und Organisator der dortigen Russischen Geistlichen Mission und unternahm von hier aus zahlreiche Reisen zu heiligen Stätten auf der Sinai-Halbinsel, in Ägypten und zum Berg Athos in Griechenland. Auch der skandalumwitterte Wanderprediger Rasputin besuchte 1911 auf einer Pilgerfahrt ins Heilige Land Jerusalem mit der Grabeskirche, Gethsemane, den Fluss Jordan, Jericho und Bethlehem.
Nach der Anerkennung Israels durch die Sowjetunion 1948 wurde russisch-orthodoxes Kircheneigentum durch den Staat Israel an die Sowjetunion übergeben. Mönche und Nonnen flohen nach Jordanien, kamen aber auch nach England. Am 27. Januar 1964 verkaufte die Sowjetunion das in Israel befindliche Eigentum der Russisch-Orthodoxen Kirche im Umfang von 4,5 Mio. US-Dollar an Israel. Nach dem Sechstagekrieg 1967 übereignete Israel zwar keine auslandsrussischen kirchlichen Besitztümer in Ostjerusalem und den besetzten Gebieten an die UdSSR. Dies unternahm jedoch die palästinensische Autonomiebehörde unter Arafat: Die Klöster in Hebron 1997 und Jericho 2000 wurden gewaltsam eingenommen, wodurch der 1993–1997 angelaufene Annäherungsprozess zwischen den beiden Teilen der Russischen Kirche empfindlich gestört wurde. Die Vorgespräche, die zwischen den beiden russisch-orthodoxen Diözesen in Deutschland stattfanden, wurden unterbrochen.

### In der Russischen Föderation
Bereits im Zuge der Vorbereitungen zur 1000-Jahr-Feier der Taufe Russlands im Jahr 1988 war in Russland ein neues Verhältnis zwischen Kirche und Staat deutlich geworden. Das Landeskonzil von 1990 hatte Alexius II. zum Patriarchen der russischen orthodoxen Kirche gewählt. Mit der Auflösung der Sowjetunion im Jahre 1991 wurde endgültig ein neues Kapitel aufgeschlagen. Seit dem Niedergang der Sowjetunion erlebt die Russisch-Orthodoxe Kirche eine Renaissance. 2011 hatte sie wieder etwa 150 Millionen Mitglieder. Fast 30.000 Kirchen sind wiedereröffnet worden, davon allein 5.000 zwischen 2009 und 2016. Mehrere große Kathedralen wurden wiederaufgebaut oder neu gebaut. Hierzu gehört beispielsweise die Kaliningrader Christ-Erlöser-Kathedrale. Die Anzahl der Diözesen stieg von 2009 bis 2016 von 159 auf 296. Die Kirche begann eine Einflussnahme in die Politik und Identität Russlands und ging eine enge Verbindung mit den Streitkräften ein; sie sei dort in allen Facetten integriert und spielt eine wichtige Rolle in Fragen der Nationalen Sicherheit.
Die von staatlicher Gängelung befreite Kirche strebte ein religiöses Monopol an; die Ökumene lag ihr in ihrem „Chauvinismus, der über Patriotismus und Nationalstolz hinaus ging“, fern. Sie wollte gemäß Laqueur nicht akzeptieren, dass in Russland Millionen von Menschen einer anderen Konfession oder Religion anhingen. So wurden im Jahr 1993 die „Protokolle der Weisen von Zion“ mit dem Segen des Metropoliten von St. Petersburg neu aufgelegt (und im Jahr 2013 erneut mit dem Segen des Erzbischofs von Tarnopol).
Auf dem Moskauer Konzil vom Jahr 2000 wurde die Heiligsprechung von Neumärtyrern, die zum offiziellen Moskauer Patriarchat in Opposition gestanden hatten, vorgenommen. Weiterhin erklärte die neue Sozialdoktrin die Positionen der Loyalitätserklärung von 1927 faktisch für ungültig. Beide Seiten unternahmen Schritte zur Annäherung, zunächst durch zwei historische Konferenzen, 2001 in Szentendre/Ungarn und 2002 in Moskau. Im Jahr 2004 kam es zur Einsetzung von Dialog-Kommissionen, deren Arbeit von den Konzilien beider Teile der russischen Kirche angenommen wurde. Im Beisein des New Yorker Metropoliten Laurus (Lawr, Laurus Schkurla), des Patriarchen Alexius II. und von Russlands Präsidenten Wladimir Putin wurde am 17. Mai 2007 die durch die Sowjetzeit bedingte Trennung (Akt der kanonischen Gemeinschaft) in der Moskauer Christ-Erlöser-Kathedrale offiziell für beendet erklärt.

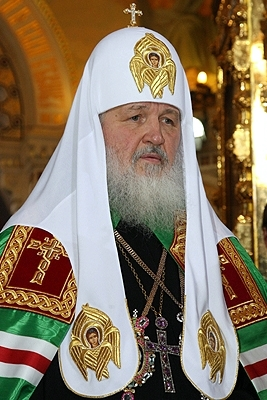
Patriarch Kyrill I. bei seiner Inthronisation 2009

Nach dem Tod von Alexius II. wurde am 6. Dezember 2008 Metropolit Kyrill von Smolensk und Kaliningrad als übergangsmäßiger Statthalter („locum tenens“) des Patriarchenamtes für eine Amtszeit von maximal sechs Monaten gewählt. Am 27. Januar 2009 wurde Kyrill von Smolensk und Kaliningrad zum neuen Patriarchen der russischen orthodoxen Kirche gewählt.

#### Rückgabe von Kircheneigentum
Im November 2010 verabschiedete die russische Duma ein Gesetz zur Rückgabe von im Jahr 1917 enteignetem Kircheneigentum. Dieses Gesetz sorgte insbesondere in der Oblast Kaliningrad, die bis 1945 zu Deutschland gehörte und wo die Russisch-Orthodoxe Kirche keinen Besitz hatte, für Diskussionen, da dort ehemals von evangelisch-lutherischen oder römisch-katholischen Gemeinden genutzte Besitztümer an die orthodoxe Kirche fielen. Dies wurde damit begründet, dass die genannten Glaubensrichtungen im Gegensatz zur orthodoxen Kirche heute nicht mehr in großem Maße in dieser Region präsent seien.
In St. Petersburg wehrten sich Protestierende jahrelang gegen die Übergabe der Isaakskathedrale an die ROK. Im nördlichen Moskau demonstrierten Bürger trotz Einschüchterung durch nationalistische paramilitärische Gruppen auf Seiten der ROK und Strafverfahren durch den Staat gegen ein Kirchenprojekt. In Jekaterinburg wurden 2019 friedlich gegen einen Neubau der 1930 geschleiften Dreikönigs-Kathedrale protestierende Bürger von Schlägertrupps angegriffen, während in der russischen Staatspropaganda von Propagandisten wie Wladimir Solowjow die Dämone beschrieben wurden, die die Orthodoxie angriffen.

#### Verhältnis zu anderen Nationalkirchen der GUS
In den Nachfolgestaaten der Sowjetunion bildeten sich eigene nationale orthodoxe Kirchen. Die Belarussisch-Orthodoxe Kirche, die Moldauisch-Orthodoxe Kirche, die Russisch-Orthodoxe Kirche in Kasachstan und die autonome Ukrainisch-Orthodoxe Kirche blieben zunächst beim Patriarchat Moskau. Andere Kirchen wie die estnische orthodoxe Kirche lösten sich.
Innerkirchlich stark umstritten war die Heiligsprechung der Opfer der Ermordung der Zarenfamilie, die unter Lenin getötet worden waren. Als Kompromiss wurden sie zwar heiliggesprochen, aber nicht offiziell als Märtyrer benannt.
Im Juli 2008 beschloss die russische orthodoxe Kirche ihre Grundlagenlehre über die Würde, die Freiheit und die Menschenrechte. Dieses Lehrdokument knüpft an die im August 2000 verabschiedete Sozialdoktrin an und dient als Basis des gesellschaftlichen Dialogs zu Menschenrechtsfragen auf nationaler und internationaler Ebene. An der Ausarbeitung der russischen Erklärung der Menschenrechte, die 2006 vom Weltkonzil des Russischen Volkes beschlossen wurde, hatte die russische orthodoxe Kirche wesentlichen Anteil. Sie lehnt die westlichen individuellen Menschenrechte ab. Beim Konzil von 2023 nannte der Patriarch die "fremden liberalen Werte" der westlichen Menschenrechte eine "Ketzerei".

#### Bewertung der russischen Beteiligung am syrischen Bürgerkrieg
Das Patriarchat von Moskau erklärte Russlands aktives Engagement im Bürgerkrieg in Syrien als „heiligen Kampf“ und erinnerte an die traditionelle Rolle Russlands als „Beschützer der heiligen Stätten“, die in der Nähe liegen.

#### Unterstützung des russischen Überfalls auf die Ukraine

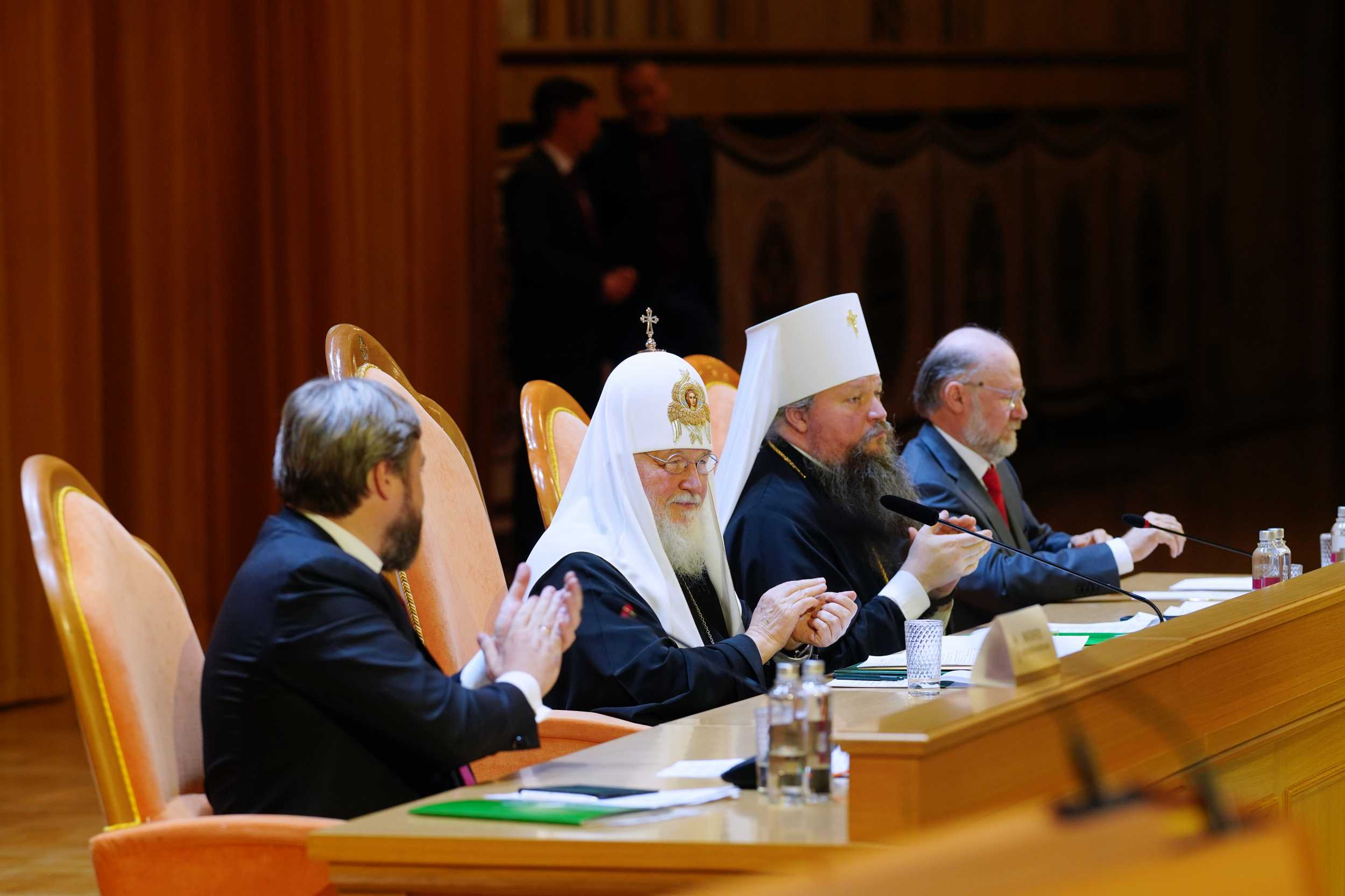
Die Anführer des Weltkonzil des russischen Volkes Malofejew, Kyrill I., Dionysius, Schtschipkow

In Absatz 1 von Kapitel I der Charta der ROK ist der kanonische Status direkt mit der „Einheit der Lehre und der kanonischen Gebetsgemeinschaft mit anderen orthodoxen Ortskirchen“ verbunden. Im Jahr 2018 begann dieses Gebilde jedoch zu erodieren, analysierte die Nowaja gaseta, seit dem russischen Überfall auf die Ukraine am 24. Februar 2022 nahm der Prozess einen erdrutschartigen Charakter an: Nach dem russischen Staat manövrierte sich auch die Russisch-Orthodoxe Kirche auf einen Weg der internationalen Isolation. Der Moskauer Patriarch, Kyrill I., rechtfertigte in einer Sonntagspredigt am 6. März 2022 den russischen Überfall auf die Ukraine mit der Begründung, Präsident Putin wolle die Ukraine vor Gay-Pride-Paraden schützen, und bezeichnete die Gegner Russlands als „Kräfte des Bösen“. Präsident Wladimir Putin gibt sich heute betont gläubig.
Den eigenen Herrschaftsanspruch leitet Kyrill inzwischen auch vom totalitären Konzept der „Russki Mir“ ab, das er zuvor nur zurückhaltend von Putin übernommen hatte. Nach der Auffassung ihrer Anführer besaß die ROK 2024 ein „einzigartiges zivilisatorisches Angesicht“ und eine „historische Mission für die Weltgeschichte“.

##### Handlungen im Russisch-Ukrainischen Krieg
Die ROK betrieb eigentliche Kriegspropaganda und rechtfertigte theologisch den Angriffskrieg auf die Ukraine mit dem Überfall ab 24. Februar 2022.
Auf Antrag der Synode der evangelisch-reformierten Kirche der Schweiz wurde im Zentralausschuss des Ökumenischen Rats der Kirchen die Suspendierung der ROK geprüft. Das Verfahren wurde nicht eingeleitet.
Ab Anfang Mai habe der Patriarch eine „Position der Verleugnung“ gewählt, so die Nowaja gaseta. Europa: Er wiederhole in fast jeder Predigt, dass „Russland nie jemanden angegriffen hat“, dass alle Kriege in Russlands Geschichte defensiv waren und dass es nie fremde Gebiete erobert habe. Die Entlassung des „Außenministers“ der russisch-orthodoxen Kirche bis 2022, Metropolit Hilarion, von allen Posten in Moskau sei, kommentierte die Nowaja gaseta, ein Signal für den Übergang des Patriarchats zu den radikalsten Positionen. In der Stimme der russisch-orthodoxen Kirche sei es fast unmöglich, das Christentum zu erkennen.
Patriarch Kyrill I. der russisch-orthodoxen Kirche nannte in Moskau die russische Invasion einen Kampf gegen die „Sünde und liberale Ausländer“, die „Schwulenparaden“ abhalten wollten. Russische Soldaten hätten die Aufgabe, die ukrainische Nation vom Boden der Erde zu tilgen. Sollten sie dabei sterben, würden sie von ihren Sünden freigesprochen. Bei landesweiten Razzien in zahlreichen russisch-orthodoxen Klöstern und Kirchen im November sicherte der ukrainische Geheimdienst SBU unregistrierte Waffen, große Summen an Bargeld und nahm verdächtige Personen fest. Ende 2022 sind 33 Priester in Haft, die unter dem Verdacht stehen, für Russland ukrainische Militärstellungen und Waffendepots ausspioniert zu haben.
Vereinzelt widersetzten sich Bischöfe durch Friedensappelle. Rein formell hatte auch der russische Vertreter im Zentralausschuss der ÖRK den Krieg verurteilt sowie der Teilnahme von fünf Vertretern ukrainischer Kirchen als Beobachter an der Vollversammlung im September 2022 in Karlsruhe zugestimmt. Der deutsche Bundespräsident Frank-Walter Steinmeier attackierte in seiner Rede zur Eröffnung der Karlsruher Vollversammlung Patriarch Kyrill scharf. Nach seinen Worten rechtfertigt die Russisch-Orthodoxe Kirche den Angriffskrieg gegen die Ukraine. Sie führe ihre Gläubigen „auf einen schlimmen, ja geradezu glaubensfeindlichen, blasphemischen Irrweg“. Sie stehe für eine „als Theologie verbrämte totalitäre Ideologie“, unterstütze „die imperialen Herrschaftsträume einer Diktatur“ und habe sich „mit den Verbrechen des Krieges gegen die Ukraine gemein gemacht“.
Gemäß einer Anweisung für die russische Propaganda sollte der Krieg in der Ukraine als Krieg gegen „Okkultisten und Atheisten“, respektive als Kampf Russlands gegen einen tausendjährigen Krieg des „kollektiven Westens“, der den orthodoxen Glauben zu zerstören trachte, dargestellt werden.

## Gesellschaftliche Bedeutung
Der Kirchenbesuch hatte trotz hohen Zulaufs zur ROK in Umfragen kaum zugenommen; obschon der Anteil der sich zur ROK bekennenden Befragten von 1991 bis 2008 von 31 Prozent auf 72 Prozent verdoppelt hatte, besuchten nur 7 Prozent mindestens einmal im Monat einen Gottesdienst. Der Besuch der Riten war in Russland 2019 als gering oder gar rückläufig bezeichnet worden, tausende Kirchen im ländlichen Raum verfielen, während Prestigebauten in Städten hohe Priorität hatten.
Hinsichtlich der Beziehungen zum Staat orientiert sich die Russisch-Orthodoxe Kirche, der orthodoxen Tradition entsprechend, am Ideal der Symphonie zwischen Kirche und Staat. Gemäß Boris Reitschuster hatte der Metropolit von Wolokolamsk, Ilarion, auch schon die Wiedereinführung der Monarchie zur Sprache gebracht. Die Kirche vereint sich zudem auch in ihrer Antiwestlichkeit mit dem Staat und dessen Propaganda.
Die drei Viertel der Russen, die sich zur Kirche bekennen, sehen dies vor allem als „nationale Tradition“, die dahinterstehende Ideologie der russisch-orthodoxen Kirche deckt sich mit der staatlichen Ideologie: das Konzept „Russki Mir“, russische Welt, die Mehrheit der Russen bekenne sich aus nationalistischer und weniger aus religiöser Überzeugung zur russisch-orthodoxen Kirche. Alltagsreligiosität werde kaum gelebt, zu aktiven Kirchgängern zählen sich je nach Quelle lediglich zehn Prozent oder gar nur etwa drei Prozent aller Gläubigen im Land.
In ihren ökumenischen Kontakten distanziert sich die Kirche von anderen Kirchen, deren Amtsträger nicht im Einklang mit russisch-orthodoxen Vorstellungen über die Rollen von Männern und Frauen leben (so z. B. Gene Robinson und Margot Käßmann).

## Bildung
Die bedeutendsten Bildungseinrichtungen der Russisch-Orthodoxen Kirche sind die Moskauer Geistliche Akademie, die Geistliche Akademie Sankt Petersburg sowie die 1990 gegründete Orthodoxe Universität „Hl. Johannes der Theologe“ in Moskau. Dessen Rektor und ideologischer Anführer ist Alexander Wladimirowitsch Schtschipkow. Daneben existieren das Orthodoxe Seminar St. Tichon, die Orthodoxe Universität Wolgograd, die Höhere Theologische Schule St. Philaret und die Theologische Fakultät Minsk. 5877 Studenten bereiteten sich im Studienjahr 2016/2017 in den Seminaren des Moskauer Patriarchats auf die Priesterweihe vor. Die Anzahl der in die Seminare eingetretenen Priesteramtskandidaten stieg im selben Studienjahr auf 1593 Studenten.
Seit 2006 ist der Religionsunterricht in russischen Schulen wieder eingeführt. Die Russisch-Orthodoxe Kirche plädiert auch für eine Stärkung des russischen Staates und eine Entwicklung von nationalen geistigen Werten.

## Konflikt mit den orthodoxen Kirchen der Ukraine
Seit Jahrhunderten hatte laut dem Historiker Andreas Kappeler ein polyethnischer Charakter die Ukraine geprägt, bis 1949 waren jedoch durch Deportationen, Umsiedlung, Auswanderung und Ermordung Ukrainer und Russen die größten Gruppen. Im März 1946 hatte eine „inszenierte Synode“ die Union von Brest von 1596 aufgehoben. „Damit waren alle Ukrainer mit Zwang in der Russisch-Orthodoxen Kirche vereinigt worden“, schreibt Kappeler. Repression sollte die Unierte Kirche zum Schweigen bringen. Im August 1987 hatte ein Komitee eine Kampagne gestartet zur Rückgabe von Kirchen in Galizien an die Unierten, was von der ROK bekämpft, aber von der Mehrheit der Priester und Gemeinden vollzogen wurde. Die Russisch-Orthodoxe Kirche reagierte im Jahr 1990 mit ihrer Umbenennung in Ukrainische Orthodoxe Kirche auf die Herausforderungen durch die teils aus dem Exil in die Ukraine zurückkehrenden Vertreter der Autokephalen Kirche.
Es folgten Jahre des Ringens um die Vormachtstellung. Die gegenseitige Legitimierung von Kirche und Staat in Russland führte bis hin zur Legitimierung von Krieg. So hatte der Patriarch von Moskau nie eine Stellungnahme zur Annexion der Krim abgegeben. Vielmehr lobte Kyrill im Jahr 2014 Putins „Selbstaufopferung“; Putin sei bereits „integraler Teil der vaterländischen Geschichte“. Diese Symphonie zwischen Staat und Kirche konstituierte sich in der imperialen Ideologie der „Russischen Welt“. Wenig verwunderlich wurden die Russisch-Orthodoxen Kirchen von vielen Ukrainern als Horte der russischen Propaganda gesehen. In den besetzten Gebieten (sog. Volksrepubliken Donezk und Lugansk) war ohnehin nur die Russisch-Orthodoxe Kirche zugelassen. Der russische Geheimdienst wurde verdächtigt, Aktionen gegen moskautreue Priester zu fingieren.

### Kompetenzstreitigkeit mit dem Patriarchat von Konstantinopel ab 2018
Am 14. September 2018 fror die Russisch-Orthodoxe Kirche (ROK) den Kontakt zum Ökumenischen Patriarchat von Konstantinopel ein. Das Patriarchat von Konstantinopel hatte zuvor zwei Exarchen in Kiew ernannt. Vorausgegangen war eine Initiative der ukrainischen Regierung, die Eigenständigkeit (Autokephalie) für die Ukrainische Orthodoxe Kirche zu erreichen. Diese wurde von der Ukrainischen Orthodoxen Kirche (Kiewer Patriarchat) und der Ukrainischen Autokephalen Orthodoxen Kirche (UAOK) unterstützt, von der kanonischen Ukrainischen Orthodoxen Kirche (Moskauer Patriarchat) hingegen bekämpft. Letztere fällt unter die Befugnis der Russisch-Orthodoxen Kirche und stellt ein wichtiges Werkzeug für den Einfluss Moskaus in der Ukraine dar. In Russland sind Politik, Geheimdienste und religiöse Einrichtungen eng miteinander verknüpft. Russische Priester hatten die Waffen russischer Soldaten gesegnet, die gegen die Ukraine im Donbass kämpften, sich jedoch geweigert, den im Donbass gefallenen ukrainischen Soldaten das letzte Geleit zu geben. Petro Poroschenko hatte in einer Rede vor dem ukrainischen Parlament den geopolitischen Aspekt einer ukrainischen Nationalkirche im gegenwärtigen Konflikt mit Russland betont. Die religiöse Eigenständigkeit der Ukraine sei auch eine Frage der Unabhängigkeit und nationalen Sicherheit, so Poroschenko. Im August 2018 berichtete die Associated Press, dass das russische Hackerkollektiv APT28 in die E-Mail-Konten von mehreren hochrangigen Metropoliten des Ökumenischen Patriarchats von Konstantinopel und Assistenten von Bartholomeos I. eingedrungen war. Der Aufbau einer neuen orthodoxen Jurisdiktion in der Ukraine hatte zunächst die Abspaltung eines Teils der Ukrainischen Orthodoxen Kirche (Moskauer Patriarchat) zur Folge.
Der Heilige Synod der Russisch-Orthodoxen Kirche stellte sich 2018 auf den Standpunkt, die kanonischen Regeln verböten es einer autokephalen Kirche, sich in die Angelegenheiten auf dem anerkannten Gebiet einer anderen autokephalen Kirche einzumischen. Gegen dieses Verharren im Status quo steht die orthodoxe Praxis, wonach nationale Patriarchate anerkannt werden, so wie es schon 1990 mit der estnischen Kirche geschehen war, wobei es auch damals zu einem temporären Bruch zwischen Moskau und Konstantinopel gekommen war. Bartholomeos I. stellte zudem Handlungsbedarf fest, „weil Moskau, das die aktuelle Situation in der Ukraine zu verantworten habe, nicht imstande sei, die Sache zu lösen“. Führer der Russisch-Orthodoxen Kirche dagegen warnten vor einem „Blutvergießen“. Bartholomeos I. sagte, dass das Ökumenische Patriarchat von Konstantinopel niemanden bedrohe und sich von niemandem bedrohen lasse. „Wir fürchten nur Gott“, sagte er.
Die russische Investigativzeitung Nowaja gaseta nannte diejenigen Argumentationen von Priestern der ukrainischen Kirche des Moskauer Patriarchats, welche sich gegen eine Selbständigkeit aussprachen, rein politisch. Sie schrieb im Vorfeld des Entscheides: „Der ganze Apparat des Moskauer Patriarchats sowie die Mittel der staatlichen Propaganda werden für einen ‚heiligen Krieg‘ gegen das Patriarchat von Konstantinopel mobilisiert, das zum Verräter des Glaubens und zu einem erbärmlichen Diener des amerikanischen Außenministeriums erklärt wird“, während ein Kirchenrechtsexperte auf Radio SRF Aussagen von Führern der ROK zitierte, wonach es sich um eine „Kriegserklärung“ Konstantinopels handle.
Am 10. Oktober beschloss Bartholomeos I. anlässlich einer Bischofskonferenz in Istanbul, dass sich die Ukrainischen Kirchen selbständig organisieren können. Die Synode der russisch-orthodoxen Kirche erklärte daraufhin am 15. Oktober 2018, den Kontakt zum ökumenischen Patriarchat abzubrechen, „solange diese Entscheidung in Kraft bleibe“. Streng ausgelegt wäre es somit den Gläubigen der Russisch-Orthodoxen Kirche verboten, an den meisten Orten im Ausland, sei es in Paris oder im bei Russen beliebten Griechenland, in einer orthodoxen Kirche zu beten. In Athos wie im Patriarchat von Jerusalem spielten bis zu diesem Zeitpunkt Spenden von russischen Pilgern eine wichtige Rolle. Offizielle sprachen unverhohlene Drohungen für die Zukunft aus, sollten diese Pilgerorte Konstantinopel zugewandt bleiben. Ob die Gläubigen aber in diesem Punkt der offiziellen Linie der ROK bis zur Drohung von Exkommunikation folgen, oder aber sich daraus im Gegenteil ein „Massenungehorsam“ ergäbe, fragte sich die Nowaja gaseta.
Bartholomeos I. empfahl der Russisch-Orthodoxen Kirche, sich die „Schwächung“ des Ökumenischen Patriarchats durch die Unabhängigkeit so vieler Völker auf dem Balkan anzusehen und abzuwägen, welchen Stellenwert die innere Selbstverwaltung und kirchliche Unabhängigkeit habe. Moskau „suche geradezu den Konflikt“, schrieb die Nowaja gaseta, als sich abzeichnete, dass das Mariä-Entschlafens-Kloster das Vehikel dafür sein könnte. Am Vorabend der Synode in Kiew vom 15. Dezember 2018 warnte die Russisch-Orthodoxe Kirche in einer Botschaft an kirchliche sowie politische Entscheidungsträger, darunter Papst und UN-Generalsekretär, vor einem Religionskrieg und nannte die Selbständigkeit eine „beispiellose Verletzung der Menschenrechte“.
Alexander Soldatow beschrieb in der Nowaja gaseta die Situation als merkwürdige Mischung aus kompletter Isolation und gleichzeitiger Berufung auf Liberalismus.
Mit dem russischen Überfall auf die Ukraine 2022 distanzierten sich zunächst über 250 Geistliche in der Ukraine und schlossen den Patriarchen von Moskau nicht mehr in ihre Gebete ein. Die von Wladimir Putin aufgeführten angeblichen Unterdrückungen der ROK waren nur vereinzelt in Gebieten ganz im Westen der Ukraine vorgefallen, hingegen wurden Christen, die nicht der ROK angehörten, von den moskauhörigen Kräften im Osten sehr stark unterdrückt. Am 27. Mai 2022 erklärte die Ukrainische Orthodoxe Kirche des Moskauer Patriarchats ihre „völlige Selbstständigkeit und Unabhängigkeit“ von Moskau.
In einer der letzten, am 23. März 2022 erschienenen Ausgaben der Nowaja gaseta hatte der Politologe Wladimir Pastuchow eine „strikte Antiklerikalisierung“ Russlands gefordert, „in erster Linie – aber nicht nur – durch eine umfassende und reale Trennung der Kirche als solcher und speziell der orthodoxen Kirche von Schule und Staat. Die russisch-orthodoxe Kirche muss als Institution, die sich mit ihrer Unterstützung und Rechtfertigung des Terrors endgültig diskreditiert hat, organisatorisch und ideologisch entstaatlicht werden.“ Sie müsse „sämtliche staatlichen Subventionen verlieren und ihrer Gemeinde überantwortet werden, die ihr Stimmrecht in kirchlichen Fragen zurückerhalten“ müsse.

## Russisch-Orthodoxe Kirche im Ausland

### Autonome und selbstverwaltete Kirchen
Dem Patriarchat von Moskau gehören auch orthodoxe Kirchen in mehreren Ländern an, die organisatorisch weitgehend selbstständig sind.
Autonome Kirchen
- Chinesische Autonome Orthodoxe Kirche
- Orthodoxe Kirche in Japan

Selbstverwaltete Kirchen
- Estnisch-Orthodoxe Kirche des Moskauer Patriarchats (estnisch Moskva Patriarhaadi Eesti Õigeusu Kirik, kurz: MPEÕK)
- Moldauische Orthodoxe Kirche
- Russische Orthodoxe Kirche im Ausland

Die zuvor selbstverwalteten Kirchen Lettisch-Orthodoxe Kirche (lettisch Latvijas Pareizticīgā Baznīca) und Ukrainisch-Orthodoxe Kirche Moskauer Patriarchats lösten sich 2022 nach dem russischen Überfall auf die Ukraine vom Patriarchat von Moskau.

### Diözesen im Ausland
Außerhalb Russlands bestehen Eparchien des Patriarchats von Moskau in 21 Staaten Europas, Nord- und Südamerikas. Außerdem gibt es die Diözesen der Russischen Orthodoxen Kirche im Ausland, die seit 2007 zum Patriarchat von Moskau gehört.

### Deutschland

#### Berliner Diözese der Russischen Orthodoxen Kirche
Die Berliner Diözese der Russischen Orthodoxen Kirche hat ihren Sitz in Berlin. Sie wird geleitet von dem Administrator Tichon. Sie wurde 1992 aus den vormals drei in Deutschland bestehenden Diözesen des Moskauer Patriarchats gebildet. Insgesamt gibt es in Deutschland über 70 aktive russisch-orthodoxe Gemeinden.
Die Russisch-Orthodoxe Kirche des Moskauer Patriarchats ist in Deutschland als Körperschaft des öffentlichen Rechts anerkannt.

#### Diözese der Russischen Orthodoxen Auslandskirche
Die Russische Orthodoxe Diözese des orthodoxen Bischofs von Berlin und Deutschland gehört zur russisch-orthodoxen Auslandskirche. Sie hat ihren Sitz in München. Zu ihr gehört auch ein Vikarbischof mit Sitz in Stuttgart.

### Österreich
Die Eparchie für Wien und Österreich hat ihren Sitz in Wien. Mittelpunkt ist die dortige Kathedrale, die größte russisch-orthodoxe Kirche Mitteleuropas. Die russisch-orthodoxe Kirche ist hier eine „staatlich anerkannte Religionsgemeinschaft“.